# Ebrechtella hongkong
Ebrechtella hongkong är en spindelart som först beskrevs av Song, Zhu och Wu 1997.  Ebrechtella hongkong ingår i släktet Ebrechtella och familjen krabbspindlar. Inga underarter finns listade i Catalogue of Life.